# Maria Augusta Ramos
Maria Augusta Ramos (née à Brasilia en 1964) est une réalisatrice brésilienne.

## Carrière
Diplômée en musique de l'Université de Brasilia (UnB), Maria s'installe à Paris où elle complète ses cours de musicologie et de musique électroacoustique au sein du Groupe de recherches musicales et, plus tard, à Londres (City University).
En 1990, elle épouse Henkjan Honing (en), et emménage aux Pays-Bas, où elle est élève de Johan van der Keuken à l'Académie du film et de la télévision, où elle étudie la mise en scène et le montage.

## Filmographie
Elle a réalisé plusieurs courts métrages, dont :
- Eu Acho que o que Eu Quero Dizer é... . (1993)
- Boy e Aleid (1994)
- Two Times at Home (1996)
- The Secret of the Vibrato vibrato (1998)
- Rio Um Dia em Agosto (2002)

Elle a réalisé une série de 6 moyens métrages pour la télévision néerlandaise, Butterflies in Your Stomach en 1998.
Elle a également produit et réalisé des longs métrages :
- Brasília, Um Dia em Fevereiro (1995), lauréat du jury prix au Festival du film documentaire à Rio de Janeiro - " É Tudo Verdade ").
- Desi (2000), première place à l'IDFA, le plus important festival documentaire des Pays-Bas[1].
- Justiça (2004), lauréat de 9 prix internationaux.
- Juízo (2008), un film qui traite du système judiciaire brésilien.
- O Processo (2018), sélectionné pour le Festival de Berlin.